# Средња класа
Средња класа је израз који се у најширем смислу користи за појединце и друштвене групе који се налазе на средини хијерархијске лествице одређеног друштва, односно између више или владајуће, односно ниже или потлачене класе. Критеријуми по којима се одређује припадност, па и само постојање средње класе, варирају исто као и критеријуми према којима се одређују друштвене класе, односно према различитом историјском периоду, географским околностима, економским приликама, животном стандарду, али и идеологији на којој се темељи социјална стратификација.
Средња класа се односи на класу људи у средини друштвене хијерархије, често дефинисане занимањем, приходом, образовањем или друштвеним статусом. Термин се историјски повезивао са модерношћу, капитализмом и политичком дебатом. Уобичајене дефиниције средње класе крећу се од средње петине појединаца на лествици прихода нације, до свих осим најсиромашнијих и најбогатијих 20%. Теорије попут „парадокс интереса“ користе децилне групе и податке о расподели богатства да би одредиле величину и удео у богатству средње класе.
Најчешћа и најједноставније одређивање средње класе је било везано уз друштвене групе и слојеве које не држе власт и утицај у неком друштву, али уживају економску независност, а самим тиме и бољи животни стандард од најнижих слојева. Кроз историју су се у средњу класу најчешће уврштавали нижеразредни чиновници, војници, ситни трговци, обртници, предузетници, имућнији сељаци или ситни земљопоседници. 
Марксистичка теорија је средњу класу, односно средњи слој, често наводила као својеврсну тампон-зону између владајуће и потлачене класе, а који је имао сврху да апсорбује класне сукобе и олакша власт класа као што су робовласничка аристократија, феудално племство и капиталистичка буржоазија.
У данашњем свету се често под појмом средња класа подразумева друштвени слој чији припадници себи и својим породицама без већих проблема могу приуштити „пристојни“ стандард везан уз савремена достигнућа цивилизације, односно сав приход не троше искључиво за задовољавање најелементарнијих егзистенцијалних потреба. 
Уз појам средња класа се често везују политичке и културне конотације. У политичком смислу се средња класа често сматра најстабилнијим друштвеним слојем, који је највише заинтересован за очување статус квоа. Уз тај слој се врло често користи пејоративни термин малограђанство. 
Врло често се удео средње класе у становништву сматра индикатором друштвене кохезије, односно „успешности“ неког друштва или владе. По том критеријуму, што је удео средње класе мањи, то је већи јаз између богатих и сиромашних, а самим тиме и веће сиромаштво, а с њиме и политичка нестабилност у неком друштву. Придобијање средње класе на своју страну или представљање њених интереса је стога циљ којем теже предизборне кампање савремених политичких странака у вишестраначким демократијама.
По економском критеријуму се средња класа понекад зна делити на нижу и вишу средњу класу.

## Историја и еволуција појма
Термин „средња класа“ је први пут потврђен у памфлету Џејмса Бредшоа из 1745. године Схема за спречавање пуштања ирске вуне у Француску. Још јендна фраза коришћена у раној модерној Европи била је „средња врста“.
Термин „средња класа” имао је неколико, понекад контрадикторних, значења. Фридрих Енгелс је ову категорију видео као средњу друштвену класу између племства и сељаштва у каснофеудистичком друштву. Док је племство поседовало већи део села, а сељаштво га је обрађивало, нова буржоазија (дословно „становници града“) настала је око трговачких функција у граду. У Француској је средња класа помогла у покретању Француске револуције. Ова „средња класа“ је на крају збацила владајуће монархисте феудалног друштва, постајући тако нова владајућа класа или буржоазија у новим друштвима у којима доминира капитализам.
Савремена употреба израза „средња класа“, међутим, датира из извештаја главног секретара Уједињеног Краљевства из 1913. године, у коме је статистичар Т.Х.К. Стивенсон је идентификовао средњу класу као ону која спада између више класе и радничке класе. Средњу класу чине: професионалци, менаџери и виши државни службеници. Главна дефинишућа карактеристика чланства у средњој класи је контрола значајног људског капитала док је још увек под доминацијом елитне више класе, која контролише већи део финансијског и правног капитала у свету.
Величина средње класе зависи од тога како је дефинисана, да ли образовањем, богатством, окружењем васпитања, друштвеном мрежом, манирима или вредностима итд. Све су то повезани утицаји, али су далеко од детерминистичке зависности. Следећи фактори се у литератури о овој теми често приписују „средњој класи:“
- Остваривање терцијарног образовања.
- Поседовање професионалних квалификација, укључујући академике, адвокате, овлашћене инжењере, политичаре и лекаре, без обзира на слободно време или богатство.
- Веровање у буржоаске вредности, као што су високе стопе поседовања кућа, одложено задовољство и послови који се сматрају сигурним.
- Начин живота. У Уједињеном Краљевству, друштвени статус је историјски био мање директно повезан са богатством него у Сједињеним Државама,[14][15] а такође је оцењен на основу карактеристика као што су акценат (примљени изговор и У и не-У енглеском), манири, тип школе коју похађа (државна или приватна школа), занимање и класа породице, круг пријатеља и познаника.[16][17]

У Сједињеним Државама, до краја двадесетог века, више људи се идентификовало као средња класа (са безначајним бројем који се идентификује као вишу класу). Лабуристичка партија у Великој Британији, која је израсла из организованог радничког покрета и првобитно је црпила скоро сву своју подршку од радничке класе, поново се реафирмисала под Тонијем Блером 1990-их као „нови лабуристи“, партија која се такмичи са Конзервативном партијом за гласове средње класе као и оне традиционалне групе бирача Лабуристичке партије – радничке класе. Око 40% Британаца себе сматра средњом класом, и овај број је остао релативно стабилан током последњих неколико деценија.

## Стручно-менаџерска класа
Године 1977, Барбара Еренрајх и њен тадашњи супруг Џон дефинисали су нову класу у Сједињеним Државама као „плаћене менталне раднике који не поседују средства за производњу и чија главна функција у друштвеној подели рада ... [је] ... репродукција капиталистичке културе и капиталистичких класних односа;” Еренрајхови су ову групу назвали „професионално-менаџерском класом“. Ова група професионалаца средње класе разликује се од других друштвених класа по својој обуци и образовању (обично пословним квалификацијама и универзитетским дипломама), са примерима занимања укључујући академике и наставнике, социјалне раднике, инжењере, рачуновође, менаџере, медицинске сестре и администраторe средњег нивоа. Еренрајхови су развили своју дефиницију из студија Андреа Горзe, Сержа Малета и других, о „новoj радничкој класи“, која је, упркос образовању и перцепцији себе као средње класе, била део радничке класе јер није поседовала средства за производњу, и били су надничари плаћени да произведу део капитала. Професионално-менаџерска класа тражи виши статус и плате и обично има приходе изнад просека за своју земљу.